# Gabriele Lanzi
Gabriele Lanzi (Sassuolo, 7 ottobre 1957) è un politico italiano che ha ricoperto il ruolo di senatore durante la XVIII legislatura. È coordinatore regionale per l'Emilia-Romagna del Movimento 5 Stelle.

## Biografia
Nato a Sassuolo il 7 ottobre 1957, risiede a Formigine. Ha una moglie e due figli.
Ha lavorato a lungo nel settore ceramico come operaio e impiegato presso Marazzi Group e successivamente Panariagroup, dove è giunto ad occupare la posizione di quadro dirigente.
Il 2 giugno 1994 viene nominato Cavaliere della Repubblica Italiana su proposta della Presidenza del Consiglio dei Ministri.

### Attività politica
In occasione delle elezioni politiche del 2018 viene eletto senatore nel collegio plurinominale Emilia-Romagna - 02 con il Movimento Cinque Stelle. Ha contribuito attivamente alla crescita di quest'ultimo nel modenese sin dalla fondazione nel 2009, in quanto responsabile dell’organizzazione e della nomina dei rappresentanti di lista.
È stato membro della 10ª Commissione permanente industria, commercio e turismo e ha ricopero il ruolo di Segretario del gruppo Movimento 5 Stelle.
Dal 1 agosto 2019 all'8 giugno 2020 è stato membro della Commissione parlamentare di inchiesta sui fatti accaduti presso la comunità "Il Forteto".
Subentrato temporaneamente in due occasioni al Sottosegretario di Stato Gianluca Castaldi in qualità di membro della 6ª Commissione permanente finanze e tesoro (dal 23 settembre 2019 al 30 settembre 2019) e della 3ª Commissione permanente affari esteri ed emigrazione (dal 3 febbraio 2020 al 10 febbraio 2020).
Durante il suo mandato di senatore ha presentato come primo firmatario i seguenti DDL:
1. S.1055 Attribuzione all'Associazione italiana alberghi per la gioventù della natura di ente pubblico non economico, per la promozione del turismo giovanile.
2. S.1056 Modifiche all'articolo 26-bis del decreto legislativo 25 luglio 1998, n. 286, in materia di ingresso e soggiorno per investitori.
3. S.1331 Disposizioni in materia di disciplina delle attività di manutenzione ordinaria di generatori di calore e impianti fumari a biomassa legnosa.
4. S.1680 Modifica all'articolo 25 del decreto del Presidente della Repubblica 20 dicembre 1979, n. 761, in materia di stato giuridico del personale delle unità sanitarie locali.
5. S.2061 Delega al Governo per la riorganizzazione del settore fieristico e disposizioni a sostegno del settore.
6. S.2129 (approvato al Senato il 22 giugno 2021 e trasmesso alla Camera il 28 giugno 2021) - Modifiche all'articolo 25 del testo unico delle leggi recanti norme per la elezione della Camera dei deputati, di cui al Decreto del presidente della Repubblica 30 marzo 1957, n. 361, in materia di procedura di nomina dei rappresentanti di lista.

Alle elezioni politiche anticipate del 25 settembre 2022 è candidato in seconda posizione nella lista del M5S nel collegio plurinominale Emilia-Romagna-02 della Camera dei Deputati, risultando non eletto.
Con Marco Croatti è coordinatore regionale del Movimento 5 Stelle dell'Emilia-Romagna.

## Posizioni e idee politiche
Il 17 febbraio 2021 vota la fiducia al governo Draghi nel rispetto del voto online degli iscritti e della conseguente linea di partito, pur esprimendo un personale dissenso durante il suo intervento. Durante quest'ultimo, si è pronunciato - a nome di tutto il partito - a favore della sostenibilità ambientale, della transizione ecologica del tessuto produttivo e dei trasporti, del salario minimo, della difesa dei lavoratori, della riduzione del cuneo fiscale, di una scuola moderna ed inclusiva. Nello stesso intervento, si è pronunciato a sfavore del MES, degli inceneritori, delle trivellazioni, della tassazione dei liberi professionisti, delle privatizzazioni e della riduzione del superbonus, chiedendo infine a Draghi di porre la giustizia sociale e ambientale al centro di ogni azione di governo. Si è inoltre detto a favore del mantenimento del reddito di cittadinanza nella sua forma originale, al blocco della prescrizione e ad una riforma generale del fisco.
Ha definito il facilitare l'accesso alla cannabis terapeutica e la legalizzazione dell'eutanasia "conquiste di civiltà".
Si è pronunciato a favore del DDL Zan ed è stato uno dei cofirmatari del DDL S.1176, una simile proposta di legge contro l’omofobia e transfobia presentata nel 2019 dalla senatrice Alessandra Maiorino.
Nel 2019 è uno dei cinque senatori del Movimento ad aver restituito parte del proprio compenso e ad averlo reso pubblico su tirendiconto.it, come previsto dal regolamento di partito.
Nel novembre 2021 è primo firmatario di un'interrogazione parlamentare a risposta scritta contenente la richiesta ai ministri MITE, MEF e MIMS per la creazione di un testo unico a riordino della normativa sui bonus edilizi.